# Георг Штолленверк
Георг Штолленверк (нім. Georg Stollenwerk, 19 грудня 1930, Дюрен — 1 травня 2014, Кельн) — німецький футболіст, що грав на позиціях нападника і захисника, зокрема, за клуб «Кельн», а також національну збірну Німеччини. По завершенні ігрової кар'єри — тренер.

## Клубна кар'єра
У дорослому футболі дебютував 1950 року виступами за команду «Дюрен» з рідного міста, в якій провів три сезони. 
1953 року перейшов до «Кельна», за який відіграв одинадцять сезонів. Більшість часу, проведеного у складі «Кельна», був основним гравцем команди. Починав грати як фланговий нападник і навіть 1954 року ставав найкращим бомбардиром як німецької футбольної першості, так й Кубка країни. Згодом був перекваліфікований у правого захисника. В 1962 і 1964 роках вигравав у складі команди змагання в Оберлізі (Захід).
Завершив професійну кар'єру футболіста виступами за команду «Кельн» 1964 року.

## Виступи за збірну
1951 року дебютував в офіційних матчах у складі національної збірної Німеччини. Протягом кар'єри у національній команді, яка тривала 10 років, провів у її формі 23 матчі, забивши 2 голи.
У складі збірної був учасником чемпіонату світу 1958 року у Швеції, де виходив на поле в усіх матчах німецької команди, яка сягнула півфіналів, а згодом поступилася у грі за третє місце.

## Кар'єра тренера
Розпочав тренерську кар'єру, повернувшись до футболу після невеликої перерви, 1969 року, очоливши тренерський штаб клубу «Алеманія» (Аахен). Згодом протягом 1975–1976 років очолював тренерський штаб «Кельна».
Помер 1 травня 2014 року на 84-му році життя у Кельні.

## Титули і досягнення
- Переможець Оберліги ФРН (Захід) (2):

«Кельн»: 1961-1962, 1963-1964